# Благовещенский, Иван Алексеевич
Ива́н Алексе́евич Благове́щенский (14 (26) сентября 1893 года, Юрьевец — 1 августа 1946 года, Москва) — советский военачальник, позднее коллаборационист и генерал-майор Русской освободительной армии.

## Семья и образование
Родился 14 сентября 1893 года в семье священника.
В 1914 году окончил Виленское пехотное училище; был участником Первой мировой войны: штабс-капитан русской императорской армии.
С 1918 года до 1941 года служил в Красной армии:
- С 1921 — член ВКП(б).
- С 1924 — помощник начальника курса Военно-морского училища имени М. В. Фрунзе; с 1926 — начальник курса этого училища.
- С 1929 — начальник строевого отдела Военно-морского училища имени Ф. Э. Дзержинского; с 1931 — преподаватель этого училища.
- С 1932 — начальник штаба и преподаватель Военно-морского училища связи.
- В мае 1934 года окончил Военную академию имени М. В. Фрунзе (вечернее отделение).
- 2 декабря 1935 года ему было присвоено воинское звание майор[2].
- С 1936 — начальник штаба Южно-Кавказского укрепрайона Черноморского флота; с 1938 — начальник курсов усовершенствования командного состава запаса Черноморского флота; награждён медалью «XX лет РККА».
- С 1939 — комбриг и начальник учебно-строевого отдела штаба учебного отряда подводного плавания; награждён орденом Красного Знамени.
- С 1940 — начальник курсов подготовки начальствующего состава.
- С апреля 1941 — начальник училища ПВО Военно-морского флота в Лиепае, с мая 1941 — генерал-майор береговой службы.

В начале Великой Отечественной войны участвовал в обороне Лиепаи в качестве начальника обороны её северо-восточного участка. При попытке прорыва из окружения 27 июня возглавляемая им колонна была разбита немцами, сам он с двумя курсантами скрылся в лесу. 6 или 7 июля 1941 года в 60 километрах от Лиепаи был взят в плен членами латышской военизированной организации «Айзсарги»; был передан немецким властям.

## В рядах Русской освободительной армии
Содержался в Шяуляйской тюрьме, Тильзитском лагере, с августа 1941 года — в Хаммельбургском офлаге 13-Д. На допросах выдал все известные ему сведения о воинских частях РККА. В первые же дни после прибытия в Хаммельбург подписал обращение к германскому командованию с предложением создать боевые части из военнопленных (предложение принято не было).
В 1941—1942 годах — член президиума «Комитета по борьбе с большевизмом» и Русской национально-трудовой партии — антисоветских организаций военнопленных, созданных под эгидой немецких властей. Активно участвовал в поиске среди военнопленных и в выдаче немецким властям политработников, высказывавших антигерманские настроения и евреев.
С апреля 1942 года — начальник молодёжной школы лагеря Вульгейде. С декабря 1942 — редактор газеты «Заря», издававшейся отделом пропаганды вермахта для советских военнопленных.
С 28 февраля 1943 года — начальник пропагандистских курсов в Дабендорфе; в декабре того же года назначен главным инструктором пропагандистов Русской освободительной армии — начальником Инспектората по контролю за работой пропагандистов (в непосредственном подчинении генерала А. А. Власова).
С ноября 1944 — начальник идеологической группы Главного управления пропаганды Комитета освобождения народов России (КОНР). В этот период большой активности не проявлял.

## Арест, суд, казнь
С февраля 1945 года находился в Мариенбаде, где руководил органами пропаганды КОНР. Был направлен на переговоры с командованием американской армии о предоставлении убежища членам КОНР; 6 мая 1945 года был задержан американскими властями в Мариенбаде и помещён под домашний арест в одной из гостиниц. В конце мая уведомил представителей советских войск о своём местонахождении, очевидно, рассчитывая на сотрудничество; 3 июня был передан представителям советской контрразведки.
На следствии и суде признал себя виновным, хотя на суде оправдывал свои действия тем, что «в антисоветскую организацию, возглавляемую Власовым, я вступил, хотя и не имея на это прямых указаний от советских органов, с целью подрыва этой организации изнутри, с целью разлагательской работы». Однако привести какие-либо факты такой работы он не смог.
На закрытом судебном процессе 1 августа 1946 года был приговорён Военной коллегией Верховного суда СССР к смертной казни. Повешен во дворе Бутырской тюрьмы. Останки казнённых кремировали и захоронили в безымянном рву Донского монастыря.